# Yuri Rudov
Yuri Vasílievich Rudov –en ruso, Юрий Васильевич Рудов– (17 de enero de 1931-26 de marzo de 2013) fue un deportista soviético que compitió en esgrima, especialista en la modalidad de florete.
Participó en dos Juegos Olímpicos de Verano en los años 1960 y 1964, obteniendo una medalla de oro en Roma 1960 en la prueba por equipos. Ganó cinco medallas en el Campeonato Mundial de Esgrima entre los años 1958 y 1965.

## Palmarés internacional
| Juegos Olímpicos   | Juegos Olímpicos            | Juegos Olímpicos | Juegos Olímpicos    |
| Año                | Lugar                       | Medalla          | Prueba              |
| ------------------ | --------------------------- | ---------------- | ------------------- |
| 1960               | Roma (Italia)               | Medalla de oro   | Florete por equipos |
| Campeonato Mundial |                             |                  |                     |
| Año                | Lugar                       | Medalla          | Prueba              |
| 1958               | Filadelfia (Estados Unidos) | Medalla de plata | Florete por equipos |
| 1959               | Budapest (Hungría)          | Medalla de oro   | Florete por equipos |
| 1961               | Turín (Italia)              | Medalla de oro   | Florete por equipos |
| 1963               | Danzig (Polonia)            | Medalla de oro   | Florete por equipos |
| 1965               | París (Francia)             | Medalla de oro   | Florete por equipos |